# Okręg Dunkierka
Okręg Dunkierka (fr. Arrondissement de Dunkerque) – okręg w północnej Francji. Populacja wynosi 376 tysięcy.

## Podział administracyjny
W skład okręgu wchodzą następujące kantony:
- Bailleul-Nord-Est,
- Bailleul-Sud-Ouest,
- Bergues,
- Bourbourg,
- Cassel,
- Coudekerque-Branche,
- Dunkierka-Est,
- Dunkierka-Ouest,
- Grande-Synthe,
- Gravelines,
- Hazebrouck-Nord,
- Hazebrouck-Sud,
- Hondschoote,
- Merville,
- Steenvoorde,
- Wormhout.